# Pamba
Pamba (fl. XXIII secolo a.C.) fu  un mitico sovrano ittita o di Hatti del XXIII secolo a.C..
Il suo nome è ricordato in un resoconto da Naram-Sin di Akkad su una battaglia contro un'alleanza di 17 sovrani, uno dei quali è chiamato Pamba. Questa è la prima fonte storica del popolo di Hatti e anche la prima volta in cui viene ricordato un nome indoeuropeo. 